# Нурдасъярви
Нурдасъярви — озеро на территории Коткозерского сельского поселения Олонецкого района Республики Карелии.

## Общие сведения
Площадь озера — 0,5 км². Располагается на высоте 142,3 метров над уровнем моря.
Форма озера продолговатая: оно вытянуто с севера на юг. Берега преимущественно заболоченные.
Через озеро протекает река Топозерка, которая, беря начало из Топозера, впадает в Матчозеро, откуда уже вытекает река Меллич, впадающая в Сигозеро, откуда вытекает протока, впадающая в Утозеро, являющееся истоком реки Олонки.
Населённые пункты возле озера отсутствуют. Ближайший — посёлок Верхнеолонецкий — расположен в 6 км к юго-востоку от озера.
Код объекта в государственном водном реестре — 01040300211102000014770.